# G1 뉴스 820
G1 뉴스 820은 대한민국의 G1방송에서 제작·방영하는 뉴스 프로그램이다.

## 방송시간
- 평일 - 8:35~8:55
- 주말,휴일 - 8:30~8:45

## 메인 진행

### 주중·평일
- 김우진 아나운서 (남)
- 박선영 아나운서 (여)

### 주말
- 무작위

## 타이틀 변천사
| 기수 | 타이틀        | 방송 기간                          |
| ---- | ------------- | ---------------------------------- |
| 1기  | GTB 종합 뉴스 | 2001년 12월 15일 ~ 2002년 3월 31일 |
| 2기  | GTB 뉴스 820  | 2002년 4월 1일 ~ 2011년 10월 9일   |
| 3기  | G1 뉴스 820   | 2011년 10월 10일 ~ 2017년 9월 3일  |

## 같이 보기
- KBS 뉴스 9 강원 <KBS춘천·KBS원주·KBS강릉>
- KBS 뉴스 9 원주 <KBS원주>
- KBS 뉴스 9 강릉 <KBS강릉>
- MBC 뉴스데스크 강원(MBC 뉴스데스크 강원) <춘천문화방송>·<원주문화방송>·<MBC강원영동 강릉방송국>·<MBC강원영동 삼척방송국>
- MBC 뉴스데스크 원주 <원주문화방송>
- MBC 뉴스데스크 강원영동(삼척MBC 뉴스데스크) <MBC강원영동 삼척방송국>